# Aellopos clavipes
Aellopos clavipes is een vlinder uit de familie van de pijlstaarten (Sphingidae).
De vlinder heeft een spanwijdte van 50-64 millimeter. Kenmerkend ten opzichte van andere vlinders uit het geslacht is de witte band over de achterlijf. Op de voorvleugel bevinden zich richting de buitenrand drie opvallende witte stippen. Als waardplanten worden soorten uit de sterbladigenfamilie gebruikt.
De soort komt voor in met name Centraal-Amerika, maar ook in Venezuela, het noorden van Argentinië en de zuidelijkste staten van de Verenigde Staten.